# Boxholms kommunvapen

Boxholms kommunvapen.

Boxholms kommunvapen Vapnet fastställdes på 1940-talet för Boxholms köping. Bockarna (som givit upphov till ortnamnet) kommer från ätten Stenbocks vapen, medan järnmärkena syftar på bruksverksamheten. Vid kommunbildningen 1971 övertogs vapnet av Boxholms kommun. Inga kokurrerande vapen fanns i området (bortsett från Folkunga, som delvis kom att ingå i den nya kommunen).
Kommunvapnets original innehas av Boxholms kommun och är godkänt av Kungl. Maj:t. tillsammans med motsvarande flagga den 3 oktober 1947.

## Blasonering
Blasonering: “Sköld kvadrerad: 1 och 4 i fält av guld en halv upprest, röd bock med blå beväring; 2 och 3 i rött fält ett järnmärke av guld.”

## Färger
Färger
- Röd = R: 255 G: 0 B: 0, C: 0 M: 87 Y: 99 K: 0
- Blå = R: 5 G: 5 B: 125, C: 100 M: 94 Y: 15 K: 5
- Svart = R: 0 G: 0 B: 0, C: 63 M: 52 Y: 51 K: 100
- Guld = R: 191 G: 162 B: 98, C: 20 M: 33 Y: 65 K: 9